# Orange Is the New Black
Orange Is the New Black är en amerikansk TV-serie, vars tretton första avsnitt släpptes den 11 juli 2013 i USA på Netflix. Serien är skapad av Jenji Kohan, och medverkande skådespelare är Taylor Schilling, Danielle Brooks, Kate Mulgrew och Laura Prepon. Den är baserad på boken med samma namn av Piper Kerman. Seriens sjunde och sista säsong släpptes 2019.

## Handling
Piper Chapman, en ung kvinna, har i ungdomen smugglat knarkpengar åt sin dåvarande flickvän, Alex. Strax innan brottet blir preskriberat blir hennes roll upptäckt. Snarare än att riskera en hård dom, går hon med på att sitta 15 månader i fängelse. Hennes fästman, Larry, och hon förbereder sig så gott de kan för fängelsetiden, men när tiden för hennes fängelsestraff närmar sig blir hon nervös. Hon konfronteras med hur fängelselivet skiljer sig från livet utanför murarna så fort hon kommer in i kvinnofängelset: hennes sista tweet blir stoppad av vakterna, de pengar hon och Larry har tänkt att hon ska ha fördröjs, och hon lyckas göra sig ovän med Red, den intern som är ansvarig för fängelseköket, vilket gör att hon inte får någon mat. Dessutom stöter hon på uppdelningen mellan vita och svarta, homosexualiteten och sitt ex, Alex, som också sitter i fängelset.
Samtidigt som Chapman (som hon kallas inuti fängelset) möter nya utmaningar, återberättas de olika internernas respektive bakgrunder utanför fängelset.

## Rollista

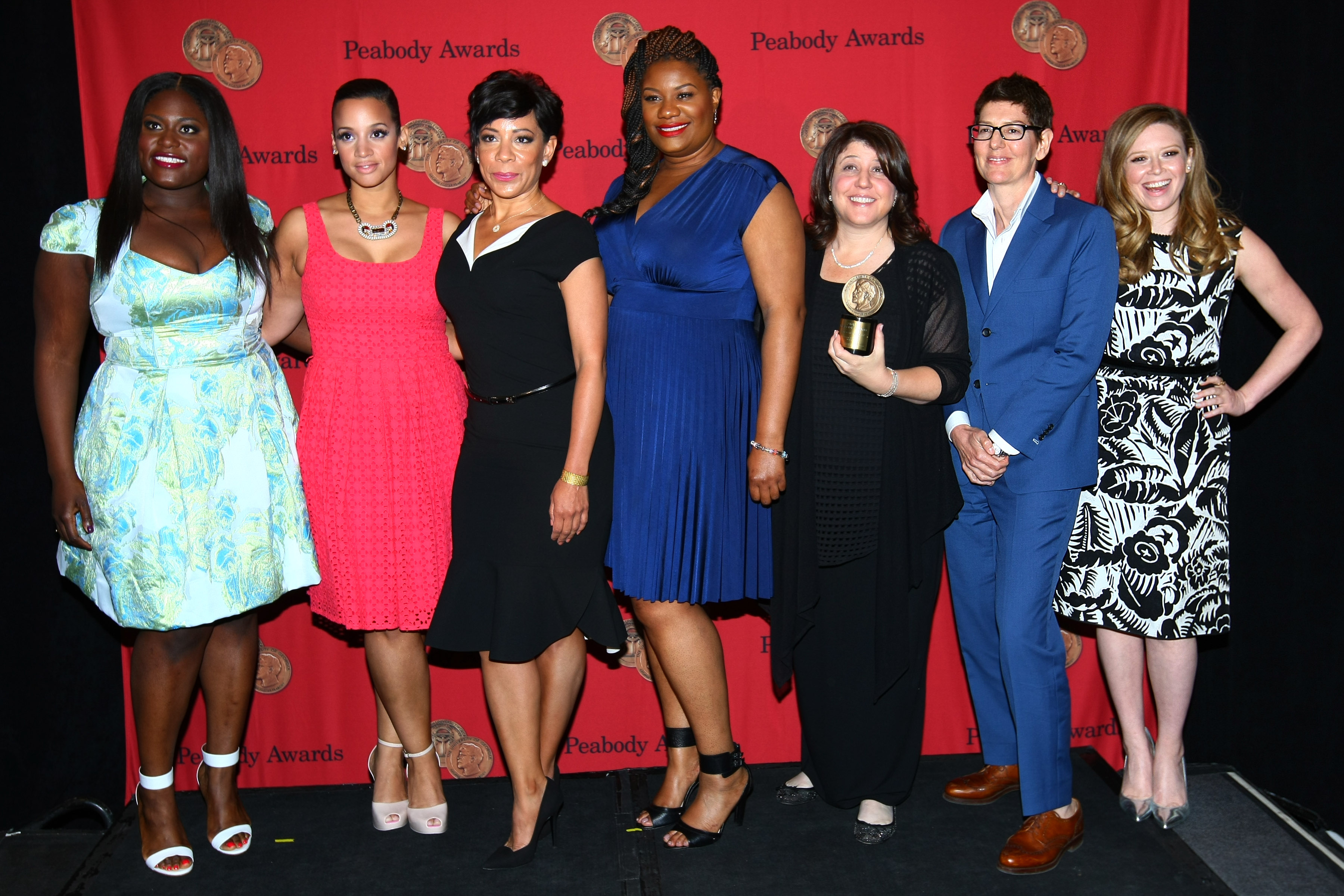
Några av skådespelarna och medarbetarna i serien.

### Huvudroller
| Skådespelare      | Rollfigur                     | Roll           | Säsong       | Säsong       | Säsong    |
| Skådespelare      | Rollfigur                     | Roll           | 1            | 2            | 3         |
| ----------------- | ----------------------------- | -------------- | ------------ | ------------ | --------- |
| Taylor Schilling  | Piper Chapman                 | Intern         | Huvudroll    | Huvudroll    | Huvudroll |
| Laura Prepon      | Alex Vause                    | Intern         | Huvudroll    | Återkommande | Huvudroll |
| Michael J. Harney | Sam Healy                     | Vakt           | Huvudroll    | Huvudroll    | Huvudroll |
| Michelle Hurst    | Miss Claudette Pelage         | Intern         | Huvudroll    |              |           |
| Kate Mulgrew      | Galina "Red" Reznikov         | Intern         | Huvudroll    | Huvudroll    | Huvudroll |
| Jason Biggs       | Larry Bloom                   | Pipers fästman | Huvudroll    | Huvudroll    |           |
| Uzo Aduba         | Suzanne "Crazy Eyes" Warren   | Intern         | Återkommande | Huvudroll    | Huvudroll |
| Danielle Brooks   | Tasha "Taystee" Jefferson     | Intern         | Återkommande | Huvudroll    | Huvudroll |
| Natasha Lyonne    | Nicky Nichols                 | Intern         | Återkommande | Huvudroll    | Huvudroll |
| Taryn Manning     | Tiffany "Pennsatucky" Doggett | Intern         | Återkommande | Huvudroll    | Huvudroll |
| Selenis Leyva     | Gloria Mendoza                | Intern         | Återkommande | Återkommande | Huvudroll |
| Adrienne C. Moore | Cindy "Black Cindy" Hayes     | Intern         | Återkommande | Återkommande | Huvudroll |
| Dascha Polanco    | Dayanara "Daya" Diaz          | Intern         | Återkommande | Återkommande | Huvudroll |
| Nick Sandow       | Joe Caputo                    | Föreståndare   | Återkommande | Återkommande | Huvudroll |
| Yael Stone        | Lorna Morello                 | Intern         | Återkommande | Återkommande | Huvudroll |
| Samira Wiley      | Poussey Washington            | Intern         | Återkommande | Återkommande | Huvudroll |

### Återkommande roller

#### Interner
| - Laverne Cox – Sophia Burset - Jackie Cruz – Marisol "Flaca" Gonzales - Lea DeLaria – Carrie "Big Boo" Black - Beth Fowler – Sister Jane Ingalls - Annie Golden – Norma Romano - Laura Gomez – Blanca Flores - Diane Guerrero – Maritza Ramos - Vicky Jeudy – Janae Watson - Julie Lake – Angie Rice - Emma Myles – Leanne Taylor - Jessica Pimentel – Maria Ruiz - Elizabeth Rodriguez – Aleida Diaz - Abigail Savage – Gina Murphy | - Constance Shulman – Yoga Jones - Lori Tan Chinn – Mei Chang - Tamara Torres – Weeping Woman - Lin Tucci – Anita DeMarco - Barbara Rosenblat – Rosa "Miss Rosa" Cisneros (säsong 1-2) - Madeline Brewer – Tricia Miller (säsong 1) - Kimiko Glenn – Brook Soso (från säsong 2) - Dale Soules – Freida (från säsong 2) - Lori Petty – Lolly (gäst i säsong 2, återkommande från säsong 3) - Lorraine Toussaint – Yvonne "Vee" Parker (säsong 2) - Emily Althaus – Maureen Kukudio (från säsong 3) - Ruby Rose – Stella Carlin (från säsong 3) |

#### Personal
| - Brendan Burke – Wade Donaldson - Catherine Curtin – Wanda Bell - Lolita Foster – Eliqua Maxwell - Germar Terrell Gardner – Charles Ford - Joel Marsh Garland – Scott O'Neill - Matt McGorry – John Bennett - Matt Peters – Joel Luschek - Alysia Reiner – Natalie "Fig" Figueroa - Pablo Schreiber – George "Pornstache" Mendez (återkommande roll säsong 1-2, gäst säsong 3) - Lauren Lapkus – Susan Fischer (säsong 1-2) - Marsha Stephanie Blake – Berdie Rogers (från säsong 3) - Mike Birbiglia – Danny Pearson (från säsong 3) - Alan Aisenberg – Baxter "Gerber" Bayley (från säsong 3) - James McMenamin – Charlie "Donuts" Coates (från säsong 3) | - Michael Chernus – Cal Chapman - Tracee Chimo – Neri Feldman - Berto Colon – Cesar - Deborah Rush – Carol Chapman - Ian Paola – Yadriel - Tanya Wright – Crystal Burset - Maria Dizzia – Polly Harper (säsong 1-2) - Nick Stevenson – Pete Harper (säsong 1-2) - Mary Steenburgen – Delia Mendez-Powell (från säsong 3) - Blair Brown – Judy King (från säsong 3) - John Magaro – Vince Muccio (från säsong 3) |

## Produktion
Serieskaparen Jenji Kohan läste Piper Kermans memoarer efter att en vän skickade dem till henne. Hon stämde sedan en träff med Kerman för att föreslå en tv-adaption, som hon själv ansåg att hon "sabbade" eftersom hon mestadels frågade Kerman om hennes erfarenheter som hon beskrivit i boken snarare än att marknadsföra sin idé. Detta lockade dock Kerman eftersom hon förstod att Kohan var en beundrare och hon undertecknade ett kontrakt för adaptionen.
I juli 2011 avslöjades det att Netflix låg i förhandlingar med Lionsgate för en TV-adaption på 13 avsnitt av Kermans memoarer med Kohan som skapare. Rollbesättningen inleddes i augusti 2012 med Taylor Schilling som tilldelades huvudrollen som Piper Chapman, följt av Jason Biggs som Pipers fästman Larry Bloom.
Serien utspelar sig i ett fiktivt fängelse i Litchfield, New York, vilket är en riktig stad i New York men staden har inte ett federalt fängelse.